# Kosmos 2281
Kosmos 2281, ruski izviđački satelit iz programa Kosmos. Vrste je Zenit-8 (Oblik br. 832 - Priroda).
Lansiran je 7. lipnja 1994. godine u 7:20 s kozmodroma Pljesecka u Rusiji. Lansiran je u nisku orbitu oko planeta Zemlje raketom nosačem Sojuz-U 11A511U. Orbita mu je bila 236 km u perigeju i 293 km u apogeju. Orbitna inklinacija mu je bila 82,58°. Spacetrackov kataloški broj je 23119. COSPARova oznaka je 1994-032-A. Zemlju je obilazio u 89,79 minuta. Pri lansiranju bio je mase 6300 kg. 
Sletio je 29. lipnja 1994. godine.

## Vanjske poveznice
- N2YO.com Search Satellite Database
- Celes Trak SATCAT Format Documentation (engl.)
- Kunstman  Arhivirana inačica izvorne stranice od 12. kolovoza 2019. (Wayback Machine) Satellites in Orbit (engl.)